# Avant (Oklahoma)
Avant è una città della Contea di Osage, Oklahoma, Stati Uniti. La popolazione al censimento del 2000 era di 372 persone residenti.

## Storia
Ben Avant, cittadino di Gonzales in Texas, sposò Rosalie Rogers, un'indiana Osage, e fondò un ranch nel 1896. La ferrovia raggiunse il ranch di Avant nel 1905, e un ufficio postale vi fu aperto l'anno successivo. Ben Avant ucciso nel 1923.